# Linognathus geigyi
Linognathus geigyi är en insektsart som beskrevs av Büttiker 1949. Linognathus geigyi ingår i släktet Linognathus och familjen nötlöss. Inga underarter finns listade i Catalogue of Life.